# Valea Mănăstirii (okręg Ardżesz)
Valea Mănăstirii – wieś w Rumunii, w okręgu Ardżesz, w gminie Țițești. W 2011 roku liczyła 1176 mieszkańców.